# Кайнлык
Кайнлы́к (чув. Кайнлӑк) — деревня в Комсомольском районе Чувашской Республики. Входит в состав Кайнлыкского сельского поселения.

## География
Находится в юго-восточной части Чувашии, на расстоянии приблизительно 5 км по прямой на восток-юго-восток от районного центра села Комсомольское.

## История
Образована в 1929 году переселенцами из деревни Урмаево. В 1929 году отмечено 50 дворов, 223 человека, в 1939—362 жителя, в 1979—480. В 2002 году было 77 дворов, в 2010 — 73 домохозяйства. В 1931 году был организован колхоз «Кзыл-Батрак», в 2010 году действовало ООО "КФХ «Кызыл Сабанча». Действующая мечеть (с 1994).

## Население
Постоянное население составляло 276 человек (татары 100 %) в 2002 году, 293 в 2010.